# آلسیو فرازا
آلسیو فرازا (انگلیسی: Alessio Ferrazza؛ زادهٔ ۲۶ january ۱۹۸۶ (۳۹ سال)) بازیکن فوتبال اهل ایتالیا است.
از باشگاه‌هایی که در آن بازی کرده‌است می‌توان به باشگاه فوتبال کیاسو اشاره کرد.